# Supreme Clientele
Albums de Ghostface Killah
Ironman
(1996) Bulletproof Wallets
(2001)
Singles
1. Apollo Kids
Sortie : 10 juillet 1999
2. Cherchez La Ghost
Sortie : 28 février 2000

Supreme Clientele est le deuxième album studio de Ghostface Killah, sorti le 8 février 2000.
L'album s'est classé 2e au Top R&B/Hip-Hop Albums et 7e au Billboard 200 et a été certifié disque d'or par la RIAA le 8 mars 2000.

## Liste des titres
| No  | Titre                                                            | Contient un (des) sample(s) de | Durée |
| --- | ---------------------------------------------------------------- | --- | ----- |
| 1.  | Intro                                                            | Iron Man Theme de Jack Urbont | 0:46  |
| 2.  | Nutmeg (featuring RZA)                                           | Ain't No Sunshine de Bill Withers It's Over d'Eddie Holman                                                                                      | 4:25  |
| 3.  | One (featuring T.M.F.)                                           | You Roam When You Don't Get It at Home des Sweet Inspirations                                                                                   | 3:46  |
| 4.  | Saturday Nite                                                    | Shine de Lamont Dozier | 1:39  |
| 5.  | Ghost Deini (featuring Superb)                                   | My Hero Is a Gun de Michael Masser All Night Long by Mary Jane Girls Nightshift by Commodores Move the Crowd by Eric B. & Rakim                 | 4:05  |
| 6.  | Apollo Kids (featuring Raekwon)                                  | Cool Breeze de Solomon Burke | 3:54  |
| 7.  | The Grain (featuring RZA)                                        | Do the Funky Penguin de Rufus Thomas The Breakdown (Part II) de Rufus Thomas Don't U Know d'Ol' Dirty Bastard                                   | 2:34  |
| 8.  | Buck 50 (featuring Method Man, Cappadonna et Redman)             | Hard Times de Baby Huey | 4:02  |
| 9.  | Mighty Healthy                                                   | Wish That I Could Talk to You des Sylvers Synthetic Substitution de Melvin Bliss Funky President de James Brown Holy War (Live) de Divine Force | 3:21  |
| 10. | Woodrow the Base Head (Skit) (featuring Superb)                  | All Your Goodies Are Gone de Parliament | 3:04  |
| 11. | Stay True (featuring 60 Second Assassin)                         | Terri's Tune de David Axelrod | 1:39  |
| 12. | We Made It (featuring Superb, Chip Banks et Hell Razah)          | I Hate I Walked Away de Syl Johnson | 4:37  |
| 13. | Stroke of Death (featuring Solomon Childs et RZA)                | Ain't No Sunshine du Harlem Underground Band | 1:56  |
| 14. | Iron's Theme - Intermission (featuring RZA)                      | Free Again de Gap Mangione | 1:30  |
| 15. | Malcolm                                                          | My Little Brown Book de Duke Ellington et John Coltrane Going in Circles d'Isaac Hayes                                                          | 4:15  |
| 16. | Who Would You Fuck (Skit) (featuring Superb, Hell Razah et RZA)  | Rain, Rain, Go Away de Bob Azzam | 2:44  |
| 17. | Child's Play                                                     | Aretha, Sing One for Me de George Jackson Long Red de Mountain The Bridge Is Over des Boogie Down Productions                                   | 3:33  |
| 18. | Cherchez La Ghost (featuring Madam Majestic et U-God)            | Greedy G de Brentford All Stars Cherchez La Femme de Dr. Buzzard's Original Savannah Band I Get Down for My Crown du Wu-Tang Clan               | 3:11  |
| 19. | Wu Banga 101 (featuring GZA, Raekwon, Cappadonna et Masta Killa) | Queen of Tears de Gladys Knight & the Pips | 4:23  |
| 20. | Clyde Smith (Skit)                                               | | 2:40  |
| 21. | Iron's Theme - Conclusion                                        | Free Again de Gap Mangione | 1:58  |